# T'Pol
La subcomandant T'Pol és un personatge fictici en ľunivers Star Trek interpretat per l'actriu Jolene Blalock a la sèrie Star Trek: Enterprise. És una vulcaniana que serveix com a oficial científic a bord de la nau Enterprise (NX-01).
Al principi de la sèrie, la T'Pol estava comissionada a la nau Enterprise com a representant de l'Alt Comandament Vulcà (any 2151). El seu paper al principi és el d'una supervisió, ja que segons els vulcanians, els humans no estan preparats per explorar l'espai.

## Cronologia
- 2088 - Neix a Vulcà.
- 2135 - Completa la seva formació en el Ministeri de Seguretat i realitza la seva primera missió que consisteix a atrapar uns desertors.
- 2136 - S'uneix a la direcció de ciències.
- 2148 - Ascendeix com a oficial científic.
- 2149 - És transferida al consultat vulcanià a la Terra.
- 2151 - És assignada com a oficial científic i observadora a la nau estel·lar NX - 01 Enterprise.
- 2153 - Abandona l'Alt Comandament Vulcanià per poder seguir amb l'Enterprise en l'extensió.
- 2154 - Al tornar de l'extensió entra a formar part de la Flota estel·lar, també es casa i es divorcia amb un altre vulcanià anomenat Koss.